# Новоєгорівська ботанічна пам'ятка природи
Новоєгорівська — ботанічна пам'ятка природи місцевого значення. Об'єкт розташований на території Дворічнанської селищної громади Куп'янського району Харківської області, село Новоєгорівка.
Площа — 2,5 га, статус отриманий у 1984 році.
Охороняються ділянка степової рослинності з угрупованнями, занесеними до Зеленої книги України, куртинами мигдалю степового, півонії тонколистої та видами рослин і тварин, занесеними до Червоної книги України.